# Order Zasługi Korony Pruskiej
Order Zasługi Korony Pruskiej (niem. Verdienstorden der Preußischen Krone) – jednoklasowy order nadawany w latach 1901–1918 przez króla Prus za zasługi cywilne i wojskowe. Trzecie odznaczenie państwowe w pruskiej kolejności starszeństwa.

## Historia
Ten najmniej wśród pruskich odznaczeń znany i nadany bardzo niewielu osobom, a więc bardzo rzadki order został ustanowiony 18 stycznia 1901 roku przez ostatniego króla Prus i cesarza niemieckiego Wilhelma II dla uczczenia dwustuletniej rocznicy proklamacji kurfirsta brandenburskiego i księcia Prus Książęcych Fryderyka III jako Fryderyka I, „króla w Prusiech”, i ustanowienia Orderu Orła Czarnego. 
Order posiadał tylko jedną klasę wręczaną na wielkiej wstędze, oraz dwie kategorie, cywilną i wojskową. Był nadawany za „wybitne zasługi dla Korony Pruskiej”. 
W hierarchii pruskich orderów otrzymał czwarte miejsce po Orderze Wilhelma, wypierając na piąte miejsce stary Order Orła Czerwonego.
Zniesiony 11 sierpnia 1919 wraz ze wszystkimi innymi niemieckimi odznaczeniami państwowymi.

## Insygnia
Oznaka orderu to emaliowany na niebiesko krzyż maltański bez kulek na zakończeniach ramion, ze złotym obramowaniem. W medalionie awersu umieszczona była złota korona królewska, otoczona dewizą monarchii pruskiej: „Gott mit uns” („Bóg jest z nami”). Między ramionami krzyża znajdowały się stylizowane monogramy założyciela – „W”, uwieńczone koroną królewską. W klasie wojskowej umieszczano pod koronami między ramionami krzyża miecze. Medalion rewersu nosił datę „1901”. Gwiazda orderowa była złota, ośmiopromienna, ozdobiona awersem oznaki. Order był noszony na Wielkiej Wstędze, cywilny na białej z dwiema żółtymi bordiurami, wojskowy na niebieskiej z takimi samymi bordiurami.

## Odznaczeni
Do odznaczonych należał m.in. austro-węgierski głównodowodzący Franz Conrad von Hötzendorf.